# Rathaus (Treffurt)

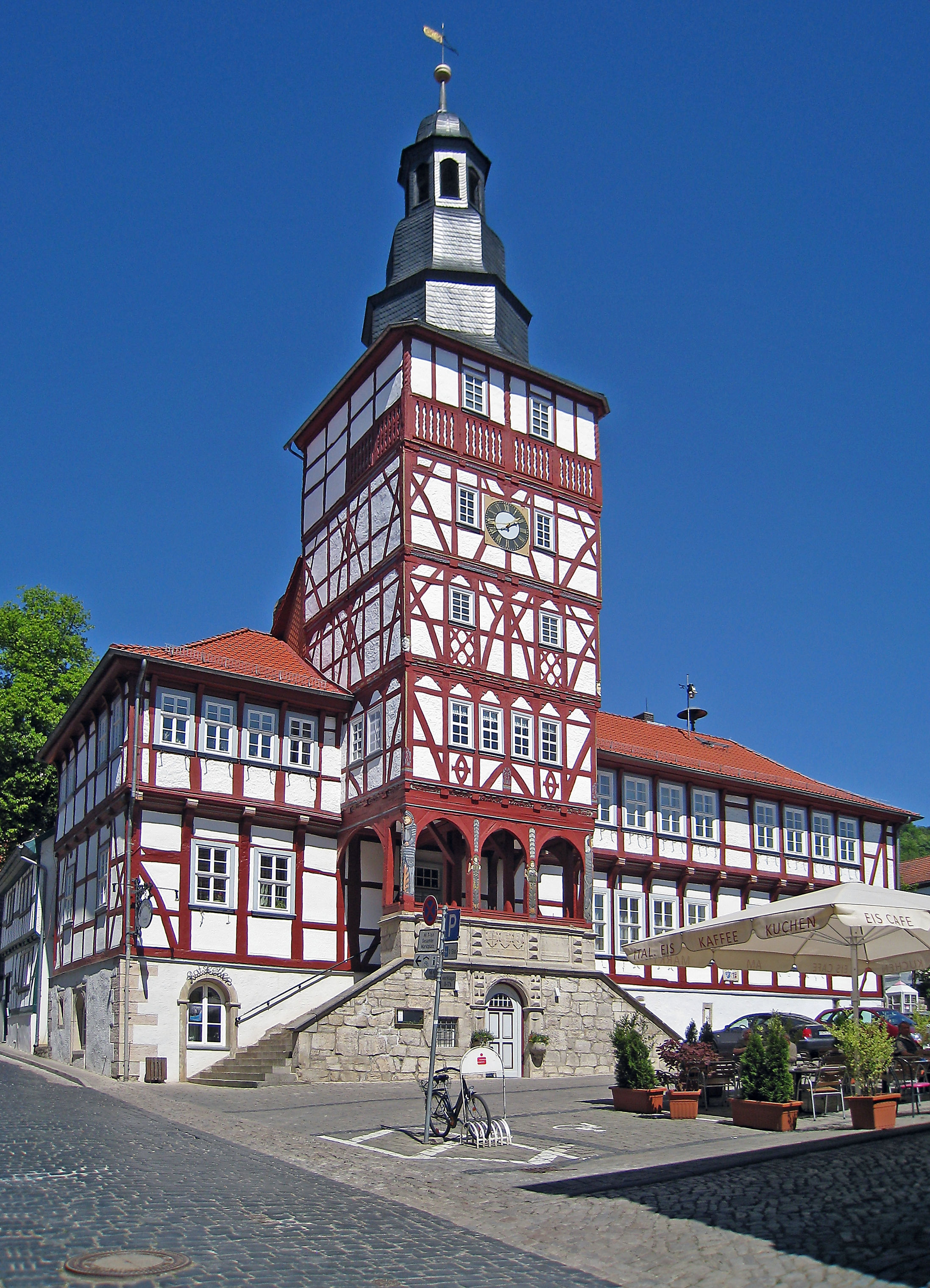
Das Treffurter Rathaus (2014).

Das Rathaus der Stadt Treffurt ist ein Fachwerkbau aus der Renaissancezeit und Kulturdenkmal am Marktplatz der Stadt Treffurt im Wartburgkreis in Thüringen.

## Architektur und Geschichte
Das Rathaus ist von 1546 bis 1549 im Renaissancestil auf älteren Fundamenten errichtet worden. 1616 wurde das Gebäude um den markanten fünfstöckigen Fachwerkturm erweitert, der auf barockverzierten Säulen über der zweischenkligen Freitreppe ruht.
Unter dem Rathausturm findet sich der Eingang zum Ratskeller. Dieser ist aus der Epoche der Ganerbschaft Treffurt unter anderem mit den Wappen des Kurmainzer, des sächsischen und des hessischen Landesfürsten verziert.
Anfang des 20. Jahrhunderts wurde das Rathaus verputzt und der Turm verschiefert. Bei der Sanierung des Gebäudes in den 1990er Jahren wurde dies rückgängig gemacht und die Fachwerkfassade wieder hergerichtet.

## Galerie

Das Rathaus Anfang des 20. Jahrhunderts
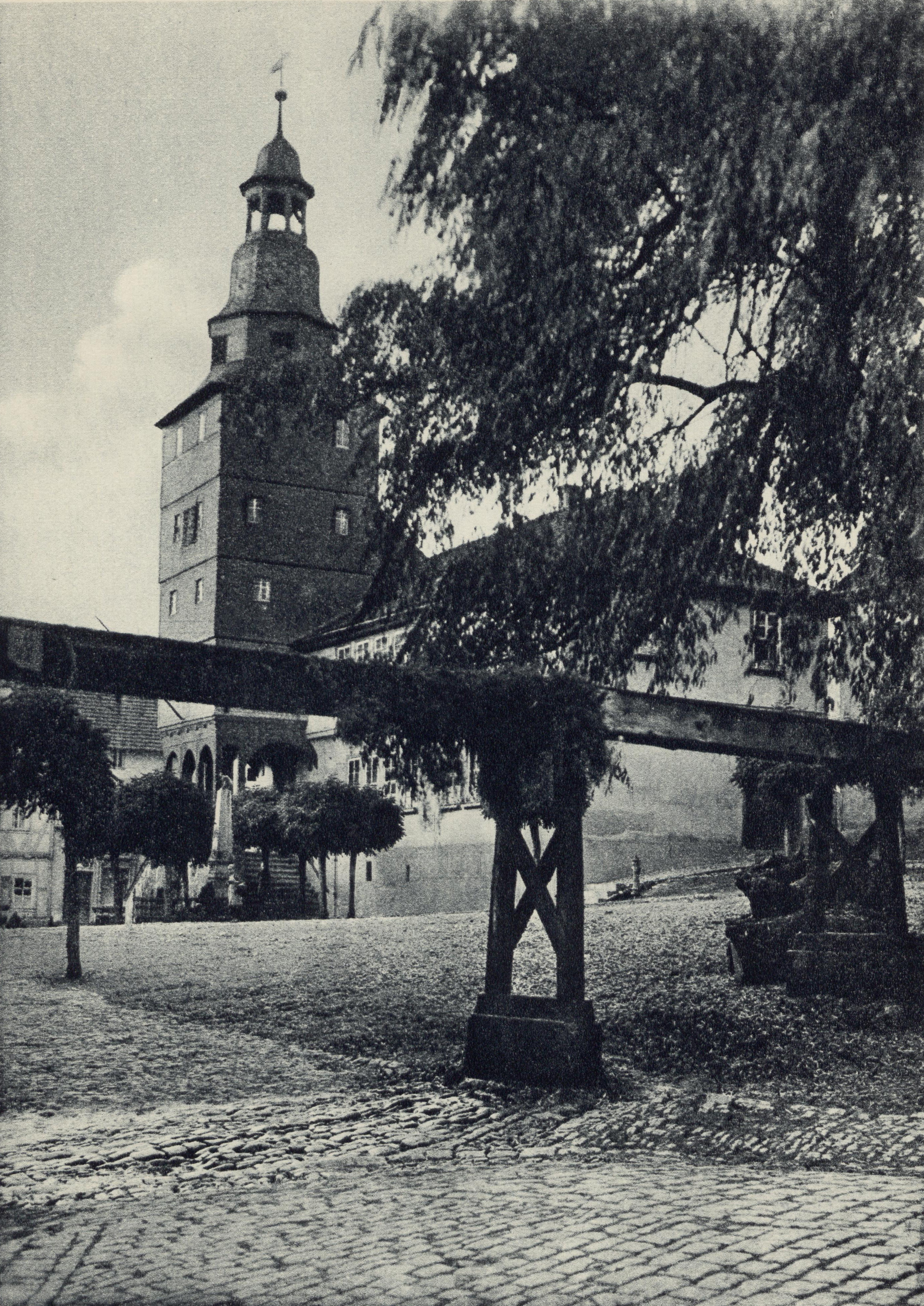
Das Treffurter Rathaus in den 1920er Jahren (vor 1925) mit schieferverkleidetem Turm und der hölzernen Wasserleitung im Vordergrund, die aus der Quelle des Normannsteins 15 öffentliche Brunnen in Treffurt versorgte.